# Cornelia Pröll
Cornelia Pröll (* 21. Jänner 1961 in Kleinarl) ist eine ehemalige österreichische Skirennläuferin. Ihre Spezialdisziplin war die Abfahrt.

## Biografie
Cornelia Pröll ist die jüngste Schwester von Annemarie Moser-Pröll und war daher frühzeitig mit dem Skifahren vertraut. Aufgrund ihres großen Talentes kam sie schon früh in den Salzburger Landeskader und wurde später in die ÖSV-Mannschaft aufgenommen. In der Saison 1976/77 holte Pröll ihre ersten Punkte im Europacup, zwei Jahre später startete sie erstmals im Weltcup.
Ihre ersten Weltcuppunkte holte sie als 18-Jährige mit Rang sieben in der Abfahrt von Pfronten am 4. Februar 1979. Im selben Jahr wurde sie österreichische Meisterin in der Abfahrt. Der erste Podestplatz gelang der Salzburgerin am 7. Jänner 1980 mit Platz zwei in Pfronten. Bei den Olympischen Winterspielen 1980 kam sie aber nur auf den 22. Abfahrtsrang. Die Saison 1980/81 wurde Prölls erfolgreichste: Am 8. Jänner 1981 gewann sie, wieder in der Abfahrt von Pfronten, ihr erstes und einziges Weltcuprennen und erreichte mit weiteren zwei dritten Plätzen in Megève und Haus im Ennstal den dritten Platz im Abfahrtsweltcup hinter den beiden Schweizerinnen Marie-Theres Nadig und Doris De Agostini. Im nächsten Winter kam Pröll aber nur einmal unter die besten zehn, bei den Weltmeisterschaften 1982 in Schladming wurde sie 15. in der Abfahrt. Nach dieser schwächeren Saison drohte ihr eine Rückversetzung in den österreichischen B-Kader, woraufhin sie ihre Karriere im Alter von nur 21 Jahren beendete.

## Erfolge

### Olympische Winterspiele
- Lake Placid 1980: 22. Abfahrt

### Weltmeisterschaften
- Lake Placid 1980 : 22. Abfahrt
- Schladming 1982: 15. Abfahrt

### Weltcup
- Saison 1978/79: 10. Abfahrtswertung
- Saison 1980/81: 3. Abfahrtswertung
- Ein Sieg (Abfahrt in Pfronten am 8. Jänner 1981), weitere drei Podestplätze

### Österreichische Meisterschaften
- österreichische Meisterin in der Abfahrt 1979 (am 18. Februar 1979 in Bad Gastein).